# Bayarjargal Agvaantseren

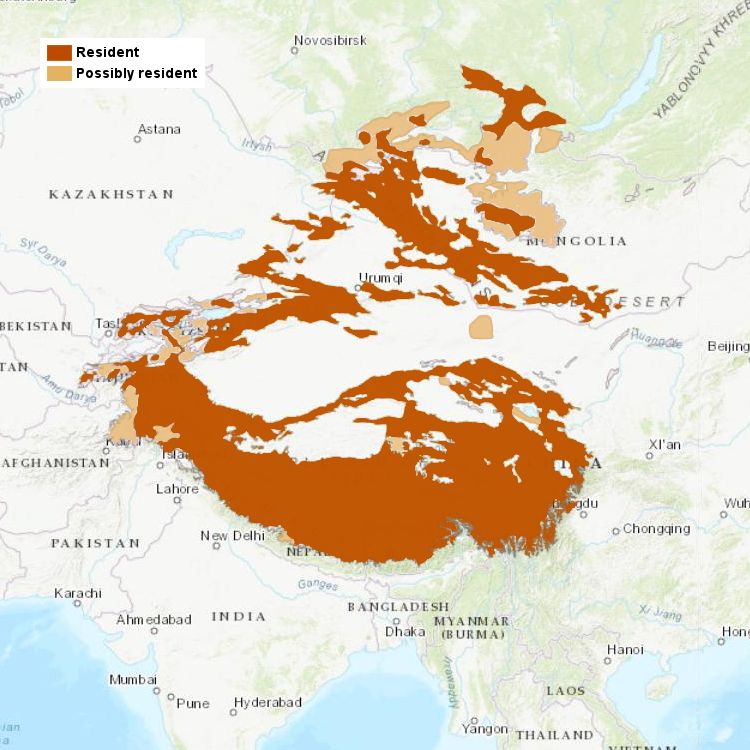
Habitate des Schneeleoparden in Asien.

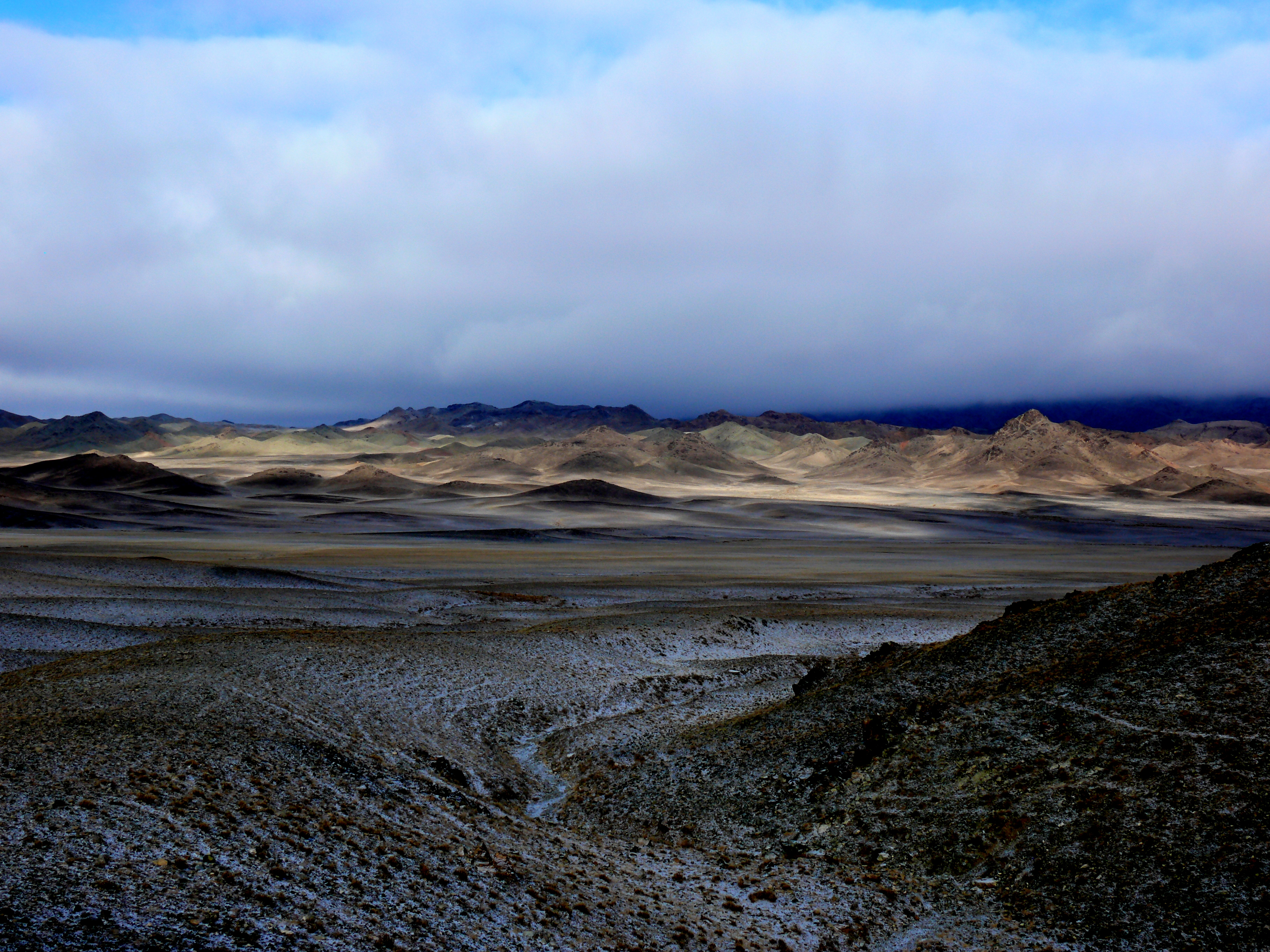
Landschaft des Tost.

Bayarjargal (Bayara) Agvaantseren (russisch Баярджаргал Агваанцерен, geb. 11. Januar 1969) ist eine mongolische Naturschützerin, die für den Schutz der Habitate des Schneeleoparden in einem Gebiet der Südlichen Gobi eintritt, welches sich zu einem Hotspot des Bergbaus entwickelt hat. Ihr ist es zu verdanken, dass das 8163 km² große Tost Tosonbumba Nature Reserve geschaffen wurde, und, dass die Behörden 37 Bergbau-Lizenzen aufgehoben haben. Dafür wurde sie 2019 mit dem Goldman Environmental Prize ausgezeichnet.

## Leben
Bayarjargal Agvaantseren wurde am 11. Januar 1969 in Rashaant, Chöwsgöl-Aimag geboren. Sie arbeitete seit den frühen 1990ern als Sprachlehrerin und Übersetzerin, wo sie sich auf Englisch und Russisch spezialisierte. 1997 verbrachte sie den Sommer damit aus Interesse an der Umwelt vor Ort eine Forschungs-Studie für den Snow Leopard Trust zu übersetzen. Seit 1997 widmete sie ihre Karriere der Rettung des Schneeleoparden und der Unterstützung von Familien im ländlichen Raum. 1997 wurde sie zum Programmmanager der Snow Leopard Enterprises ernannt. Diese Funktion übte sie aus bis 2007, als sie zum Snow Leopard Trust als Programmdirektorin für die Mongolei wechselte. Im Bewusstsein der Schwierigkeiten, mit welchen lokale Hirten und deren Familien konfrontiert sind, gründete sie im selben Jahr die Snow Leopard Conservation Foundation, eine Nichtregierungsorganisation, die darauf ausgerichtet ist den Frauen zugleich Möglichkeiten zu geben ihre wertvollen Handarbeiten zu verkaufen, während andererseits das Bewusstsein für die Notwendigkeit zum Schutz des Schneeleoparden gefördert wird.
2009 erfuhr sie, dass ihre Bemühungen zum Schneeleoparden-Schutz in der Region Tost durch Bergbauprojekte bedroht waren. So begann sie sich auf politische Initiativen zu konzentrieren und mobilisierte die lokal Gemeinschaft zum Kampf für den Schutz der Landschaft und der Schneeleoparden. Nach langem Kampf konnte sie 2016 das mongolische Parlament dazu bewegen die Tost-Berge zu einem Staatlichen Schutzgebiet auszurufen. 80 % der Abgeordneten stimmten für den Vorschlag. Für das Tost Tosonbumba Nature Reserve wurden alle Bergbaulizenzen gekündigt.
In April 2019 wurde sie für ihre Arbeit zusammen mit weiteren fünf Naturschützern aus aller Welt mit dem Goldman Environmental Prize ausgezeichnet.
Ihre neuere Arbeit konzentriert sich auf Verhinderung der Langsamen Ausrottung der Leoparden (slow leopard depredation). In einem Interview erklärte Agvaantseren:

„Wir wollten mit den Hirten arbeite, um ihnen einen Ausgleich zu bieten für die Verluste, die sie durch die Leoparden erlitten haben.“